# Estadio Olímpico de Canotaje Slalom
El Estadio Olímpico de Canotaje Slalom es un canal artificial de aguas bravas, construido para acoger los eventos de piragüismo en eslalon de los Juegos Olímpicos de 2016 en Río de Janeiro. El estadio forma parte del complejo deportivo 'X-Park' (que incluye BMX y Mountain Bike) localizado en el Parque Olímpico de Deodoro.

Esquema

Consta de un lago artificial de 25 millones de litros de agua y dos canales con obstáculos, uno de entrenamiento de 200 metros de longitud y otro principal de 250 metros de longitud, ambos tienen una dificultad y velocidad similares a las de un río natural. El agua es vertida a los canales mediante el funcionamiento de 4 bombas que generan un flujo de 22 m³ de agua por segundo. Los obstáculos de estos canales están fabricados con plástico, son modulares y tienen huecos que permiten el paso de agua. Estos objetos conducen el flujo del agua y pueden ser movidos para adaptarlos al tipo de competición que se desarrolle en el canal.